# Gasthof zum Fuchsen (Wemding)

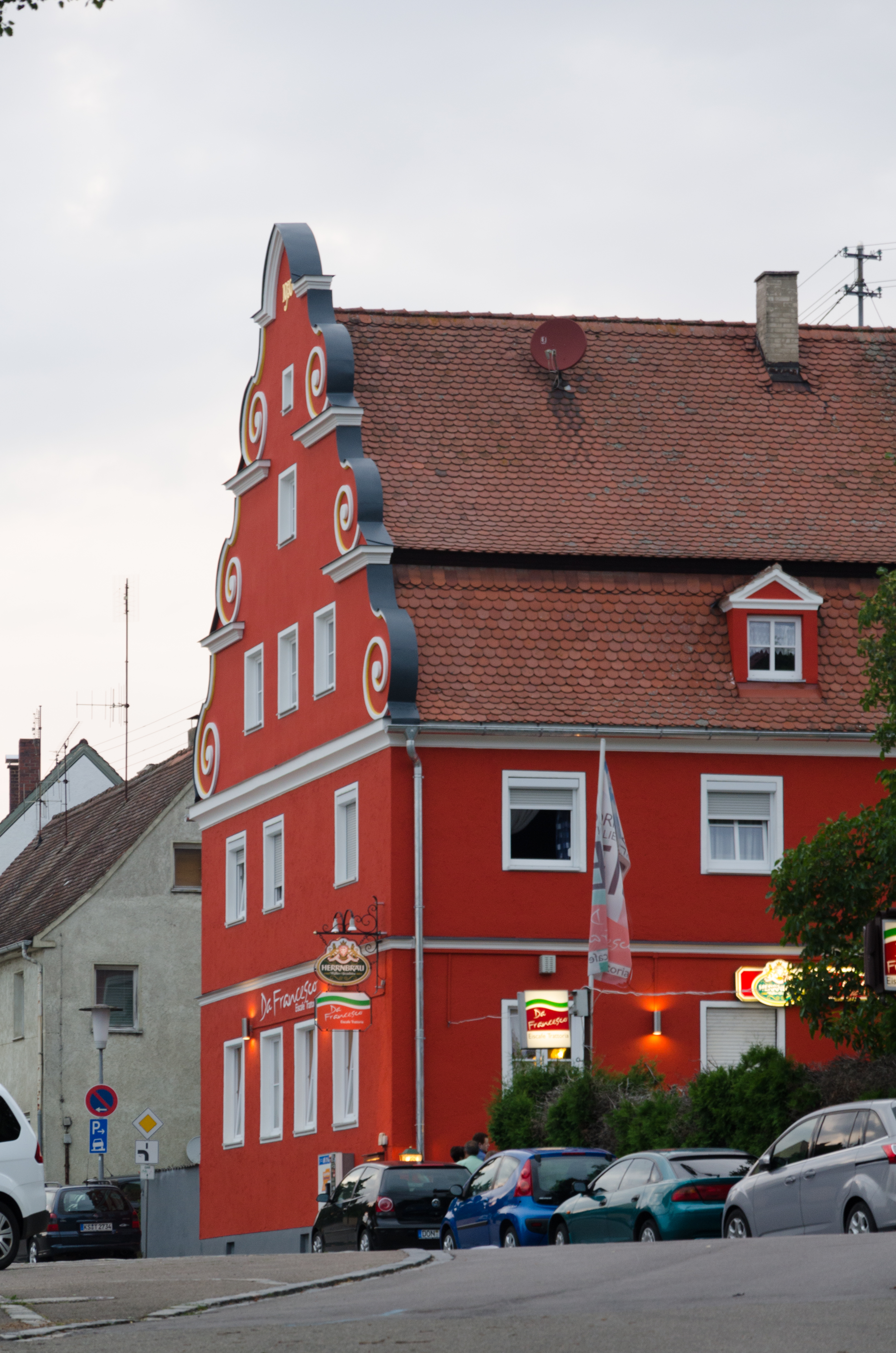
Gasthof zum Fuchsen in Wemding

Der Gasthof zum Fuchsen in Wemding, einer Stadt im schwäbischen Landkreis Donau-Ries in Bayern, wurde 1930 errichtet. Das Gasthaus an der Oettinger Straße 4 ist ein geschütztes Baudenkmal.
Der neubarocke, zweigeschossige Satteldachbau mit Gurtgesims und Volutengiebel mit Gesimsgliederung ist mit der Jahreszahl 1930 bezeichnet.